# Аул-Кротово
Аул-Кротово — упразднённый посёлок в Доволенском районе Новосибирской области России. На момент упразднения входил в состав Утянского сельсовета. Исключен из учётных данных в 1977 году.

## География
Располагался по среди массива болота Моховое в урочище Исайкин Аул, в 18 км к западу от села Утянка.

## История
Посёлок был основан в 1908 году. В 1928 году аул Кротовский состоял из 77 хозяйств. В административном отношении являлся центром Кротовского сельсовета Баклушевского района Барабинского округа Сибирского края.
Решением Новосибирского облисполкома от 01.12.1977 г. № 799 посёлок исключен из учётных данных в связи с выездом населения.

## Население
По переписи 1926 г. в ауле проживало 390 человек (205 мужчин и 185 женщин), основное население — киргизы (казахи). 